# Raedersdorf
Raedersdorf – miejscowość i gmina we Francji, w regionie Grand Est, w departamencie Górny Ren.
Według danych na rok 1990 gminę zamieszkiwało 491 osób, 66 os./km².